# Distretto di Apata
Il distretto di Apata  è uno dei trentaquattro distretti della provincia di Jauja, in Perù. Si trova nella regione di Junín e si estende su una superficie di 421,62  chilometri quadrati.